# Macrosolen pusillus
Macrosolen pusillus är en tvåhjärtbladig växtart som beskrevs av Danser. Macrosolen pusillus ingår i släktet Macrosolen och familjen Loranthaceae. Inga underarter finns listade i Catalogue of Life.